# مرحله حذفی لیگ قهرمانان اقیانوسیه ۲۰۲۴
مرحله حذفی لیگ قهرمانان اقیانوسیه ۲۰۲۴ از ۲۲ تا ۲۴ مه ۲۰۲۴ برگزار شد. در مجموع چهار تیم در مرحله حذفی برای تعیین تیم قهرمان لیگ قهرمانان اقیانوسیه ۲۰۲۴ به رقابت پرداختند.

## تیم‌های راه یافته
تیم‌های اول و دوم هر دو گروه در مرحله گروهی به مرحله نیمه نهایی راه پیدا کردند.
| گروه | تیم اول     | تیم دوم |
| ---- | ----------- | ------- |
| A    | اوکلند سیتی | روا     |
| B    | پیرائه      | مجنتا   |

## فرمت
چهار تیم حاضر در مرحله حذفی به صورت تک‌حذفی بازی کردند. بازی‌ها در ورزشگاه پاتر انجام شد.

## برنامه مسابقات
برنامه مسابقات به شرح زیر است.
| مرحله      | تاریخ مسابقات |
| ---------- | ------------- |
| نیمه نهایی | ۲۲ مه ۲۰۲۴    |
| فینال      | ۲۴ مه ۲۰۲۴    |

## نمودار
|  | نیمه نهایی  | نیمه نهایی |             |   | فینال | فینال |
|  |             |            |             |   |       |       |
|  | ۲۲ مه ۲۰۲۴  |            |             |   |       |       |
|  |             |            |             |   |       |       |
|  | اوکلند سیتی | ۱          |             |   |       |       |
|  | اوکلند سیتی | ۱          | ۲۴ مه ۲۰۲۴  |   |       |       |
|  | مجنتا       | ۰          |             |   |       |       |
|  | مجنتا       | ۰          | اوکلند سیتی | ۴ |       |       |
|  | ۲۲ مه ۲۰۲۴  |            | اوکلند سیتی | ۴ |       |       |
|  |             | پیرائه     | ۰           |   |       |       |
|  | پیرائه      | پیرائه     | ۰           | ۴ |       |       |
|  | پیرائه      |            |             | ۴ |       |       |
|  | روا         | ۲          |             |   |       |       |
|  | روا         | ۲          |             |   |       |       |

## نیمه نهایی
| تیم ۱       | نتیجه | تیم ۲ |
| ----------- | ----- | ----- |
| اوکلند سیتی | ۱–۰   | مجنتا |
| پیرائه      | ۴–۲   | روا   |

## فینال
| تیم ۱       | نتیجه | تیم ۲  |
| ----------- | ----- | ------ |
| اوکلند سیتی | ۴–۰   | پیرائه |